# Фут
Футът (на английски: foot) е британска имперска мерна единица за дължина или разстояние. Един фут е равен на 12 инча и е една трета от ярда. Международното му означение е ft или знак прим ( ′ ). След 1958 г. е прието 1 фут да е равен точно на 30,48 cm. Отчасти все още се използва във Великобритания, САЩ и страните от Британската общност (Канада, Австралия, Ямайка и др.), но постепенно се измества от метричната единица за дължина метър. Футът е все още по-разпространената мерна единица в САЩ.
На английски foot означава стъпало. Стъпката като мерна единица присъства в почти всички култури. Първото законово определение за стъпка е намерено на статуя от Шумер, а британският фут е производен на римската стъпка.
Повечето хора смятат, че първоначално един фут се е равнявал на едно човешко стъпало, но според проучванията осреднените стойности на европейското стъпало са 24 cm (9,4 инча). Около 99,6% от британските мъже имат стъпало, което е по-късо от 12 инча (30,48 cm). Най-вероятното обяснение за „липсващите“ инчове е, че мерната единица фут се е отнасяла не за босото стъпало, а за стъпало с обувката. Това се подкрепя от факта, че при строителството например е по-удобно мерната единица да включва обувката – обикновено хората измерват разстоянията с обувки, а не боси.